# Rho2 Arietis
Rho2 Arietis este o stea din constelația Berbecul.
1. ↑  SIMBAD
2. ↑  General Catalogue of Variable Stars (Samus+ 2007-2011)[*] Verificați valoarea |titlelink= (ajutor)
3. ↑  Gaia Data Release 2